# Route nationale 439
Pour les articles homonymes, voir Route 439.

Cartouche de la route nationale 439

La route nationale 439, ou RN 439, est une ancienne route nationale française ayant connu deux itinéraires différents.

## Histoire
La RN 439 a d'abord relié Sens à la RN 51 sur la commune de La Motte-Tilly.
À la suite de la réforme de 1972, la RN 439 a été déclassée en RD 939 dans l'Yonne et en RD 439 dans l'Aube.
Le numéro 439 a été réutilisé pour un nouveau tracé reliant la RN 39 à la RD 917 (ex-RN 317) sur la commune de Campigneulles-les-Petites. La route a été déclassée dans le Pas-de-Calais en 2006 et est désormais intégrée à la D 939.

## Ancien tracé de Sens à La Motte-Tilly
- Sens D 939 (km 0)
- Saint-Clément (km 2)
- Soucy (km 7)
- Thorigny-sur-Oreuse (km 15)
- Grange-le-Bocage D 939 (km 20)
- Traînel D 439 (km 31)
- Gumery (km 34)
- La Motte-Tilly D 439 (km 36)